# Variante da doença de Creutzfeldt-Jakob
A variante da doença de Creutzfeldt-Jakob (vCJD) é um tipo de doença cerebral da família da encefalopatia espongiforme transmissível. Os sintomas incluem problemas psiquiátricos, alterações comportamentais e sensações dolorosas. O período de tempo entre a exposição e o desenvolvimento dos sintomas não é claro, mas acredita-se que seja de anos. A esperança média de vida após o início dos sintomas é de 13 meses.
É causada por príons, o enovelamento de proteínas. Acredita-se que a disseminação se deva principalmente à ingestão de carne bovina infectada com encefalopatia espongiforme bovina (EEB). Acredita-se também que a infecção requer uma suscetibilidade genética específica. A disseminação também pode ocorrer por meio de hemoderivados ou equipamentos cirúrgicos contaminados. O diagnóstico é feito por biópsia cerebral, mas pode-se suspeitar com base em alguns outros critérios. Difere da clássica doença de Creutzfeldt-Jakob, embora ambas sejam causadas por príons.